# Miguel Terekhov
Miguel Terekhov (* 22. August 1928 in Montevideo, Uruguay; † 3. Januar 2012 in Richardson, Texas, Vereinigte Staaten) war ein uruguayisch-amerikanischer Balletttänzer und Ballettlehrer. Terekhov und seine Frau Yvonne Chouteau, eine der Five Moons, einer Gruppe von indianisch-amerikanischen Ballerinen, gründeten 1962 das Oklahoma City Civic Ballet der School of Dance an der Universität von Oklahoma.

## Leben
Terekhov wurde am 22. August 1928, in Montevideo, Uruguay geboren. Seine Mutter Antonia Rodriguez, war eine Charrúa-Indianerin, also Angehörige eines indigenen Volk Südamerikas, das heimisch in Uruguay, Argentinien und Südbrasilien ist. Sein Vater, Michail Terekhov, ein ehemaliger Tänzer, wanderte aus der Ukraine nach Uruguay aus.
Terekhov traf und heiratete seine Frau Yvonne Chouteau, als er, wie Chouteau, für die Ballettkompanie Ballets Russes de Monte Carlo tanzte.
Terekhov starb am 3. Januar 2012 im Haus seiner Tochter in Richardson, Texas, nach Komplikationen einer Lungenfibrose  im Alter von 83 Jahren.
Er lebte mit seiner Frau, die ihn überlebte, in Oklahoma City.